# Omonville
Omonville ist eine französische Gemeinde mit 283 Einwohnern (Stand: 1. Januar 2022) im Département Seine-Maritime in der Region Normandie. Sie gehört zum Arrondissement  Dieppe und zum Kanton Luneray. Die Einwohner werden Omonvillais genannt.

## Geographie
Omonville liegt etwa 19 Kilometer südlich von Dieppe. Umgeben wird Omonville von den Nachbargemeinden Bertreville-Saint-Ouen im Norden, Lintot-les-Bois im Osten und Nordosten, Criquetot-sur-Longueville im Osten und Südosten, Belmesnil im Süden, Lamberville im Südwesten sowie Bacqueville-en-Caux im Westen.

## Bevölkerungsentwicklung
| Jahr                      | 1962 | 1968 | 1975 | 1982 | 1990 | 1999 | 2006 | 2013 |
| Einwohner                 | 254  | 285  | 278  | 291  | 263  | 255  | 275  | 271  |
| Quelle: Cassini und INSEE |      |      |      |      |      |      |      |      |

## Sehenswürdigkeiten

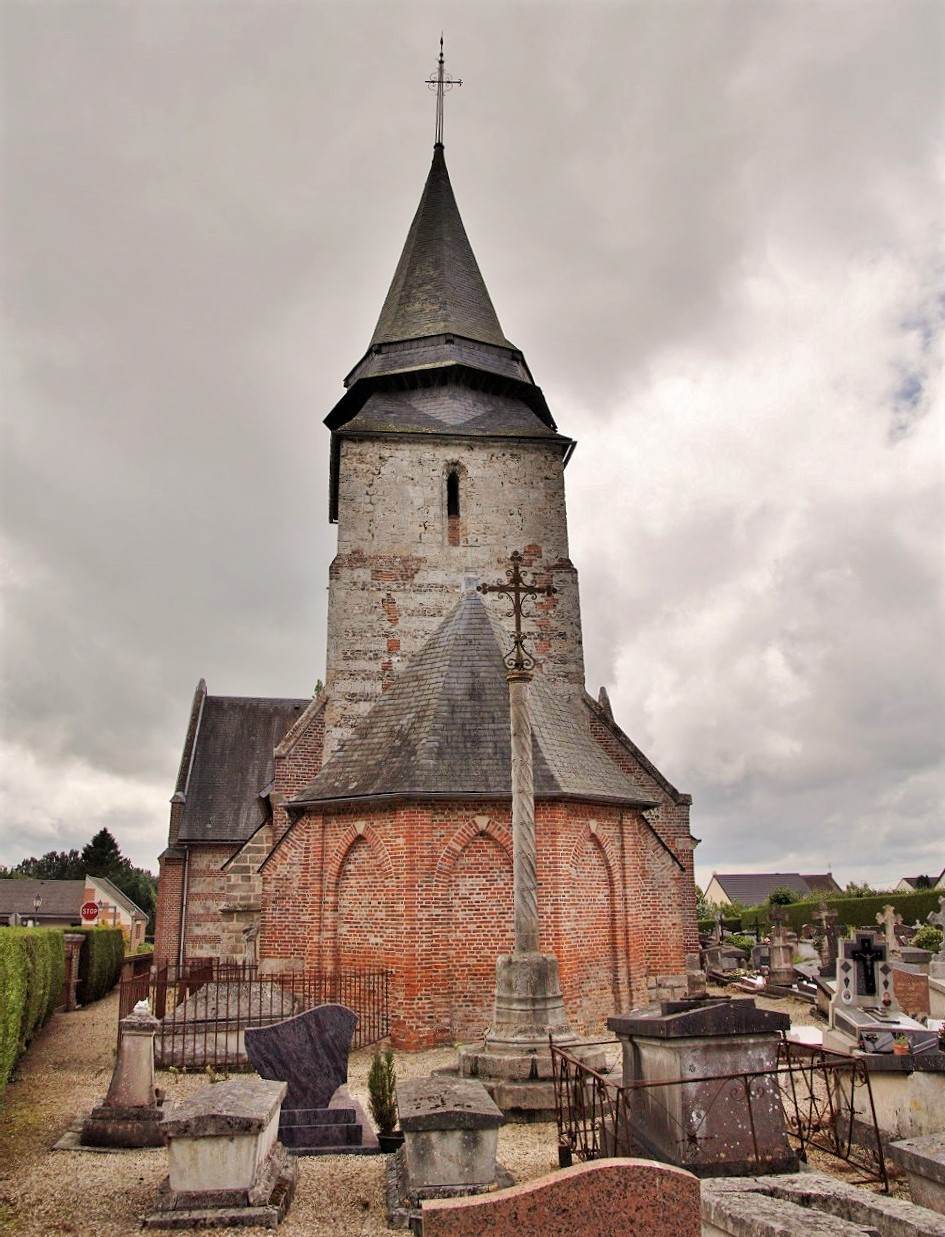
Kirche Notre-Dame
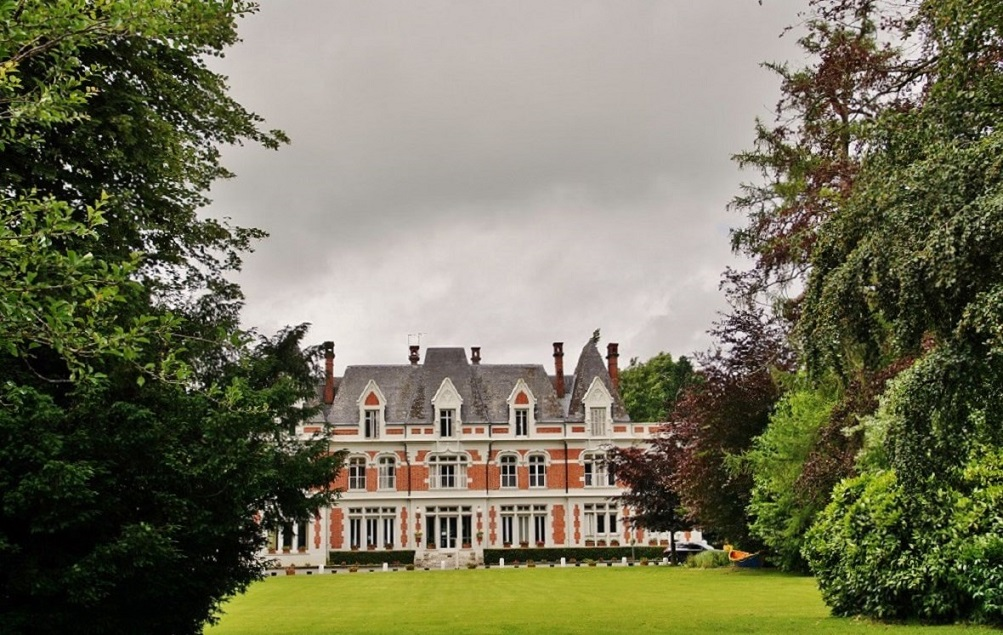
Schloss Omonville

- Kirche Notre-Dame
- Schloss Omonville